# Lee Wen-yi
Lee Wen-yi (chinesisch 李文仪; * 2. November 2002) ist eine taiwanische Skirennläuferin. Sie startet hauptsächlich in den technischen Disziplinen Riesenslalom und Slalom.

## Karriere
Lee Wen-yi gab ihr internationales Renndebüt am 3. August 2018 bei einem FIS-Slalom in Cardrona. Ihr erstes internationales Großereignis bestritt sei im Februar 2019 bei den Juniorenweltmeisterschaften in Val di Fassa. Dort belegte sie als bestes Ergebnis den 76. Platz im Riesenslalom. Eine Steigerung gelang ihr im darauffolgenden Jahr bei den Olympischen Jugend-Winterspielen in Lausanne. Dort wurde sie im Slalom 36.
Bei den Olympischen Winterspielen 2022 in Peking belegte sie im Slalom den 50. Rang.
Abgesehen von internationalen Großereignissen startet Lee Wen-yi hauptsächlich bei Rennen des Far East Cups sowie bei FIS-Rennen in Asien. 2023 nahm sie an den Alpine Skiweltmeisterschaften in Courchevel/Méribel teil.

## Erfolge

### Olympische Winterspiele
- Peking 2022: 50. Slalom

### Weltmeisterschaften
- Courchevel/Méribel 2023: 63. Slalom, DNQ Riesenslalom
- Saalbach 2025: DSQ Riesenslalom, DNF Slalom

### Far East Cup
- 2 Platzierungen unter den besten 15

### Australian New Zealand Cup
- 2 Platzierungen unter den besten 15

### Juniorenweltmeisterschaften
- Val di Fassa 2019: 76. Riesenslalom, DNF Slalom
- Narvik 2020: 71. Riesenslalom

### Winter World University Games
- Lake Placid 2023: 31. Slalom, 51. Riesenslalom
- Bardonecchia 2025: 48. Slalom, 57. Riesenslalom

### Winter-Asienspiele
- Harbin 2025: 11. Slalom

### Olympische Jugend-Winterspiele
- Lausanne 2020: 36. Slalom, DNF Riesenslalom

### Weitere Erfolge
- 5 Platzierungen unter den besten 5 bei FIS-Rennen, davon ein Podestplatz
- Taiwanische Meisterin im Slalom (2025)